# رون جنكينز
رون جنكينز (بالإنجليزية: Ron Jenkins)‏ هو منافس ألعاب قوى أمريكي، ولد في 1952.